# 102 dalmatiner
102 dalmatiner (engelska: 102 Dalmatians) är en amerikansk film som hade biopremiär i USA den 22 november år 2000, i regi av Kevin Lima. Filmen är en uppföljare till 101 dalmatiner (1996). I rollen som Cruella de Vil ses återigen Glenn Close. På Oscarsgalan 2001 nominerades filmen till bästa kostym men förlorade mot Ridley Scotts film Gladiator.

## Handling
Cruella de Vil har blivit botad från sin dalmatinermani och släpps ut ur fängelset. Den unga Chloe Simon, som är ägare till en av de förra 101 dalmatinerna, utses till att vara hennes övervakare. Helt plötsligt blir Cruella sitt gamla jag igen, och tillsammans med sin betjänt Alonzo och den känslokalla franska körsnären Jean-Pierre LePelt kidnappar hon återigen Londons dalmatinervalpar för att på nytt göra sin dalmatinerpäls. Den här gången förs dalmatinervalparna till LePelts lokal i Paris och nu blir det upp till Chloe och hundälskaren Kevin Shepherd samt den fläcklösa dalmatinervalpen Uddan och papegojan Waddlesworth, som tror att han är en hund, att rädda valparna innan det är för sent.

## Medverkande
- Glenn Close - Cruella de Vil
- Gérard Depardieu - Jean-Pierre LePelt
- Ioan Gruffudd - Kevin Shepherd
- Alice Evans - Chloe Simon
- Eric Idle - Waddlesworth (röst)
- Tim McInnerny - Alonzo
- Ian Richardson - Mr. Torte
- Ben Crompton - Ewan
- Carol MacReady - Agnes
- Jim Carter - Kommissarie Armstrong
- Ron Cook - Mr. Button
- David Horovitch - Dr. Pavlov
- Timothy West - Domare

## Svenskspråkiga röster
- Mona Seilitz - Cruella de Vil
- Johan Hedenberg - Jean-Pierre LePelt
- Linus Wahlgren - Kevin Shepherd
- Isabelle Moreau - Chloe Simon
- Johannes Brost - Waddlesworth
- Andreas Nilsson - Alonzo
- Torsten Wahlund - Mr. Torte
- Nick Atkinson - Ewan
- Kerstin Högberg - Agnes
- Roger Storm - Kommissarie Armstrong
- Anders Öjebo - Mr. Button
- Gunnar Uddén - Dr. Pavlov
- Hans Lindgren - Domare